# Kale (district, Malatya)
Kale is een Turks district in de provincie Malatya en telt 6.286 inwoners (2007). Het district heeft een oppervlakte van 193,1 km². Hoofdplaats is Kale.
De bevolkingsontwikkeling van het district is weergegeven in onderstaande tabel.
| 1997  | 2000  | 2007  |
| ----- | ----- | ----- |
| 8.470 | 9.569 | 6.286 |